# Lunakate
Lunakate (ルナケイト) は日本の女性シンガーソングライター。北海道札幌市出身。

## 概要
出身地: 北海道札幌市
誕生日: 4月5日
リスペクト: Led Zeppelin、Garbage、Nine Inch Nails、U2、John Mayer
趣味: 水彩画、ドライブ、バレエ
使用楽器: Gibson j-50 left hand、Gretsch 6121 Roundup left hand（ゴハンを食べる時だけ右利き）

## 略歴
ジャパン・アーチスト・オフィス札幌校にて歌唱を学ぶ。 
1998年、ソニー乾電池「FACE ON!キャンペーン」のオーディションでグランプリを獲得しsmAsh入り。CDデビューのメンバーの1人となっている。選抜メンバーで構成されたchoismAにも参加した。同年8月に上京。本格的な活動を開始。
1999年12月18日、ソニー・ミュージックアソシエイテッドレコーズからシングル『My Glory Days』でメジャーデビュー。
2000年6月21日に、自身の作詞によるセカンドシングル『鳥』をリリース。ラジオ番組のパーソナリティを務めるなど、幅広い活動を展開。
2002年、ギター弾き語りのライブ活動を開始する。音倉レコーズ所属アーティストによるオムニバスアルバム『会社案内』にて『SCAR』を発表。その後、ライブ中心に活動。
2009年5月30日放送の“魁!音楽番付”（フジテレビ）｢はちたまミュージクナイト｣にて最優秀アーティスト賞・最優秀楽曲賞受賞。
2010年、ユーズミュージックに所属。9月29日にLunakateとしてポニーキャニオンからアルバム『degage』をリリース。札幌FM AIR-Gでレギュラー番組『LunakateのFM ROCK KIDS』と『KEEPIT LOUUUD!!』のMCを担当。NACK5 鬼玉でレギュラー番組『RADIO degage』のMCを1年間担当。
2011年、7月にTBC夏まつりFesに出演。9月29日、LUNA SEAのギタリストINORANバースデーライブのゲストとしての出演。11月10日、1stアルバム『degage』のプロデューサー、川上シゲ氏が出演するライブのスペシャルセッションに数曲ゲスト参加。11月24日から12月10日まで、「INORAN Live Tour 2011 “Hide and Seek”」全公演（全国九ヶ所）のOpening Actとして出演。
2012年、公式のTwitter、Facebook、YouTubeを開始。3月16日、オフィシャルブログをサイバーエージェントが運営するAmeba BLOGに移行。作家活動開始、自作の楽曲提供も行う。ボーカルデュオアルマカミニイトに『雨粒パール』作詞提供。
2014年、miniアルバム『Heavenly』をリリース。ツアー、ワンマンライブ、各イベントに出演。
2015年、ライブをバンド編成中心へ。
2016年、CM楽曲、ナレーションに参加。skinvillの全国オンエアCM楽曲『EVERY DAY』や、浦山学園50周年記念CMで書き下ろした楽曲『START LINE』、映画『ミュージアム』でのボイスサンプルなど。
2017年、TVCM NOVARESEにて出演・楽曲提供・演技指導を同時に担当。
ネットCM Google Home、作曲提供。
2018年 シングル『na・mi・da』、『START LINE』配信リリース。USEN HITランキング1位を25週間獲得。都内を中心にイベント出演中。
ニューアルバム制作のためのクラウドファンディングで119％を達成。

## ディスコグラフィー

### シングル
|     | 発売日         | タイトル        | 規格品番  | c/w                                                          | 備考                      |
|     | 1999年12月18日 | My Glory Days   | AICT-1165 | My Glory Days [spiritual Mix]／My Glory Days [backing Track] | プレイステーション「L&D」 |
|     | 2000年6月21日  | 鳥              | SZCJ-13   | 感情／My Glory Days [acoustic version]                       |                           |
| 1st | 2018年2月      | na･mi･da        | LNKT-003  | ENERGY／na･mi･da [inst]／ENERGY [inst]                       |                           |
| 2nd | 2020年6月1日   | しろい愛        | 配信      |                                                              |                           |
| 3rd | 2021年3月31日  | Brave           | 配信      |                                                              |                           |
| 4th | 2021年4月22日  | Not Alone       | 配信      |                                                              |                           |
| 5th | 2021年5月19日  | Only Just Begun | 配信      |                                                              |                           |

### アルバム
| 枚       | 分類       | タイトル                 | リリース日                     | 規格     | 規格品番   | 備考 |
| 1st      | オリジナル | Dégagé                   | 2010年9月29日                  | CD、配信 | PCCA-03265 | 全10曲。dégagé／ZERO／GAUZE／passing lover／plastic art／色彩／transporter／幸せになろう／foresee／花、満ちるまで                                                  |
| 1st mini | オリジナル | Heavenly                 | 2014年1月22日(先行配信1月15日) | CD、配信 |            | 全4曲+bonus。言葉とキセキ／what's LOVE／time traveler／TO BE／しろい愛(CD Bonus Track)                                                                             |
| 2nd      | オリジナル | WE ARE                   | 2019年3月1日                   | CD、配信 | LNKT-004   | 全10曲。Power (featuring yoshikatu ikeuchi)／na･mi･da／WE ARE／Winning Smile／おやすみ／抱きしめて／Cheering／START LINE／言葉とキセキ [piano弾き語りver.]／ENERGY |
|          |            | 2021 -Single collection- | 2021年                         | CD       |            | 全3曲、缶バッジ付。Brave／Not Alone／Only Just Begun |

### 配信限定ミュージック・ビデオ
| 枚 | 分類 | タイトル | リリース日    | 備考                                     | 規格 |
| 01 | 限定 | GAUZE    | 2010年9月29日 | ダウンロード限定プロモーション・ヴィデオ | PV   |

### 参加作品
- 会社案内～音倉レコード WORKS～ Vol.1（2002年9月4日、DAKKURA-3）
  - 『Scar』収録
- LOVE THE EARTH（ラブ・ジ・アース）（2010年2月17日）
  - 「花、満ちるまで」「幸せになろう」の2曲で参加。
  - 1stアルバム『dégagé』に収録の「花、満ちるまで」「幸せになろう」とは別ヴァージョン。
  - 国連がバックアップするフジテレビ開局50周年記念事業「LOVE THE EARTH PROJECT 21」企画、「魁!音楽番付」内オーディション「HACHITAMA MUSIC NIGHT!」月間ベスト楽曲に選ばれた6アーティストの受賞曲を収録

## タイアップ一覧
- 『花、満ちるまで』テレビ北海道「Power Pride -その理由-」2010年9月度のコーナーBGM
- 『GAUZE』 北海道テレビ放送 「夢チカ18」2010年11月度のオープニングテーマ、TBSテレビ 「全種類。（ぜんぶ）」2010年9月度のエンディングテーマ
- 『START LINE』浦山学園50周年記念CMソング（2016、北陸エリアON AIR）
- 『Cheering』『EVERY DAY』skinvill CMソング(2015)

## 提供
- 関西エリア TVCM タツミコーポレーション、ボーカル兼ナレーション担当。(作曲、池内ヨシカツ) (2015)
- PC用MMO RPG Granado Espada 「10周年記念スペシャルショー」出演。(2016.7)
- 映画『ミュージアム』サントラにてボイス担当。(2016.11)
- 北陸エリア TVCM「NOVARESE 花嫁、爆走。#2 爆歌篇」出演・楽曲提供・演技指導 担当。(2017)
- ネットCM「Google Home」作曲。(2017)

## 出演

### ラジオ
- 2017年10月21日 21:30 - ：茨城放送『土曜の漢』コメント出演。
- 2016年8月18日：FMとやま『RADIO JAM』ゲスト生出演。
- 2014年6月27日：HBC『チョスナビゲーション～ちょすなび～』
- 2014年6月22日：STV『ブレイクスカウター』コメント出演。
- 2014年6月17日：FM NorthWave『with』ゲスト生出演。
- 2014年6月16日 20:00 -：AIR-G'（FM北海道）『GTR』ゲスト生出演。
- 2014年5月4日：FM K-mix ゲスト出演。
- 2014年2月25日 20:00 - ：AIR-G'（FM北海道）『GTR』ゲスト生出演。
- 2014年1月11日 0:20 - ：AIR-G'（FM北海道）『FM ROCKKIDS』コメント出演。
- 2012年7月26日 20:30 - ：AIR-G'（FM北海道）『AIR-G' 40 VIBES』にてゲスト出演。
- 2012年4月22日 20:00 - ：AIR-G'（FM北海道）『G-CUTS ALIVE』にてコメント出演。
- 2012年3月29日：AIR-G'（FM北海道）『AIR-G' 40 VIBES』にゲスト生出演。新曲『抱きしめて』をいち早くオンエア。
- 2012年1月2日：Inter FM『New Year Special 2012 The Dave Fromm Show』に弾き語りとトークで出演。
- NACK5『The Nutty Radio Show おに魂』内の「Lunakate Radio dégagé」 毎週火曜日 - 放送時間: 21:45 - 22:00のラジオパーソナリティを担当。
  - (2010年10月5日 放送開始。2011年9月27日 の放送をもって出演終了。)
- AIR-G'（FM北海道）『KEEP IT LOUD』 毎週火曜日・放送時間: 深夜26:30 - 27:00のラジオパーソナリティを担当。
  - (2011年1月4日 放送開始。2011年3月30日 放送終了。)
- AIR-G'（FM北海道） にて、レギュラー番組 『LunakateのFM ROCK KIDS』毎週土曜日・放送時間: 深夜0:00 - 1:00のラジオパーソナリティを担当。
  - (2010年7月3日から放送開始 放送時間: 深夜0:00 - 1:00 2010年9月25日の放送をもって終了。)

### テレビ
- プロモーションビデオO.A
  - フジテレビ「MUSIC ON SATURDAY ミューサタ」(2010/10/15)
- コメントO.A
  - TBS「開運音楽堂」 (2010/10/16)
- ゲスト出演
  - スカイパーフェクTV「Music Link」内の「春奈日和」に出演。(1999年)
  - KNB放送「いっちゃんKNB」インタビュー出演。(2016/8/26)
  - 東海地方でオンエアされている『The shadow's TV』内の『第92回ゴンガーシホのフルスロットル10』にてゲスト出演。(2012/11/18)
  - フジテレビ「魁！音楽番付～EIGHT～」(2010/11/17)
  - 「うたなび!」(11局ネット)

## CM
- エーザイチョコラBBピュア「バスを待つ篇」(2000年8月) 共演：水川あさみ、藤沢あゆ美

## ライブ活動
主に東京都内を中心としたライブ活動を展開中。

### 2018年
- 2018/2/3 会場・イオンモール土浦

### 2017年
- 2017/12/16,17 会場・アクセスサッポロ
- 2017/10/29 会場・秋葉原ZEST
- 2017/9/23 会場・ジルコ東京
- 2017/7/23 会場・青山月見ル君想フ
- 2017/5/22 会場・渋谷eggman
- 2017/5/11 会場・La.mama
- 2017/4/24 会場・渋谷duo music exchange
- 2017/3/15 会場・渋谷eggman

### 2016年
- 2016/12/14 会場・渋谷eggman
- 2016/11/1 会場・渋谷eggman
- 2016/10/4 会場・渋谷eggman
- 2016/9/21 会場・代官山LOOP
- 2016/8/5 会場・代官山LOOP
- 2016/6/17 会場・VUENOS
- 2016/5/24 会場・代官山LOOP
- 2016/4/22 会場・VUENOS
- 2016/3/3 会場・晴れたら空に豆まいて
- 2016/2/1 会場・渋谷eggman
- 2016/1/22 会場・代官山LOOP

### 2015年
- 2015/12/27 会場・渋谷LOOP annex
- 2015/11/17 会場・代官山LOOP
- 2015/10/18 会場・原宿 crocodile
- 2015/9/29 会場・渋谷eggman
- 2015/8/3 会場・渋谷LOOP annex
- 2015/7/13 会場・渋谷eggman
- 2015/6/3 会場・晴れたら空に豆まいて
- 2015/5/14 会場・代官山LOOP
- 2015/4/1 会場・shibuya eggman
- 2015/3/19 会場・晴れたら空に豆まいて
- 2015/2/4 会場・代官山LOOP
- 2015/1/25 会場・晴れたら空に豆まいて

### 2014年
- 2014/11/29 会場・SHIBUYA 7th FLOOR
- 2014/11/6 会場・SHIBUYA 7th FLOOR
- 2014/10/3 会場・恵比寿天窓.switch
- 2014/9/25 会場・shibuya gee-ge.
- 2014/9/13 会場・SHIBUYA 7th FLOOR
- 2014/8/29 会場・恵比寿天窓.switch
- 2014/8/19 会場・440-four forty
- 2014/7/25 会場・SHIBUYA 7th FLOOR
- 2014/7/22 会場・渋谷duo MUSIC EXCHANGE
- 2014/6/19 会場・COLONY
- 2014/6/18 会場・musica hall cafe
- 2014/6/17 会場・ミュージックショップ 音楽処
- 2014/6/3 会場・渋谷 O- WEST
- 2014/5/11 会場・名古屋 栄ミナミ音楽祭
- 2014/5/4 会場・ラゾーナ川崎プラザ
- 2014/4/19 会場・アストロホール
- 2014/4/18 会場・duo MUSIC EXCHANGE
- 2014/3/25 会場・渋谷BURROW
- 2014/3/12 会場・名古屋club 3STAR
- 2014/1/23 会場・渋谷 O- WEST

### 2013年
- 2013/10/09 『club diner＠clubasia』
  - 会場・渋谷 clubasia
- 2013/09/08 『GIVEN present"Acoustic"』
  - 会場・下北沢BAR? CCO
- 2013/06/26 『Lunakate LIVE ＠clubasia』
  - 会場・渋谷clubasia
- 2013/05/15 『Lunakate LIVE ＠clubasia』
  - 会場・渋谷 clubasia
- 2013/04/30 『Lunakate LIVE ＠池袋mismatch』
  - 会場・池袋mismatch
- 2013/02/10 『Lunakate LIVE ＠渋谷PLUG』
  - 会場・渋谷PLUG
- 2013/01/18 『ASTRO HALL presents "NEW GREETING"』
  - 会場・原宿アストロホール

### 2012年
- 2012/08/31 『ASTRO HALL presents "NEW BORN ROCKS"』
  - 会場・原宿アストロホール
- 2012/06/16 『Insanity Of One Night』Lunakate 弾き語り LIVE@新宿Cat's hole
  - 会場・新宿Cat's hole
- 2012/05/03 『ASTRO HALL 12th anniversary "NEW DAYS -mix-"』
  - 会場・原宿アストロホール
- 2012/04/24 「~Ladies & Gentlemen !!~」
  - 会場・原宿CROCODAIL
- 2012/01/28 「Tacker's」
  - 会場・横浜 7th AVENUE

### 2011年
- 2011/12/10 「INORAN Live Tour 2011“Hide and Seek”-Tour Final-」（opening actとして出演。）
  - 会場・SHIBUYA-AX
- 2011/12/07 「INORAN Live Tour 2011“Hide and Seek”」（opening actとして出演。）
  - 会場・仙台・darwin
- 2011/12/05 「INORAN Live Tour 2011“Hide and Seek”」（opening actとして出演。）
  - 会場・金沢・AZ
- 2011/12/03 「INORAN Live Tour 2011“Hide and Seek”」（opening actとして出演。）
  - 会場・名古屋・ELL
- 2011/12/01 「INORAN Live Tour 2011“Hide and Seek”」（opening actとして出演。）
  - 会場・KYOTO MUSE
- 2011/11/30 「INORAN Live Tour 2011“Hide and Seek”」（opening actとして出演。）
  - 会場・神戸・VARIT.
- 2011/11/28 「INORAN Live Tour 2011“Hide and Seek”」（opening actとして出演。）
  - 会場・福岡・DRUM Be-1
- 2011/11/26 「INORAN Live Tour 2011“Hide and Seek”」（opening actとして出演。）
  - 会場・岡山・IMAGE
- 2011/11/24 「INORAN Live Tour 2011“Hide and Seek”」（opening actとして出演。）
  - 会場・umeda・AKASO
- 2011/11/10 「THE CARDINAL ROCKS special guest Tacker's」
  - 会場・原宿CROCODAILE
- 2011/09/29 「INORAN BIRTHDAY LIVE -Code 929-」
  - 会場・渋谷C.C.Lemonホール
- 2011/08/03 「1st Anniversary 「BOP! GIRL!」」
  - 会場・渋谷・milkyway
- 2011/07/24 「仙台 TBC夏祭り2011」
  - 会場・仙台市 勾当台公園・市民広場 WESTステージ
- 2011/07/20 「ブルーメッシュ」
  - 会場・渋谷・Star Lounge
- 2011/06/02 「ブルーメッシュ」
  - 会場・渋谷・Star Lounge
- 2011/05/17 「BRIDGE TO HOPE」
  - 会場・渋谷・milkyway
- 2011/04/04 「ブルーメッシュ」
  - 会場・渋谷・Star Lounge
- 2011/04/02 「Number the. Live2011 ～ナイトソング・チャリティーナイト～」
  - 会場・下北沢・CLUB Que
- 2011/03/16 「ASTRO HALL presents "new greeting"」
  - 会場・原宿アストロホール
  - （2011/03/11に発生した東北地方太平洋沖地震の影響を受けて公演中止となる。）
- 2011/02/26 「Keep it louuud!! Vol.30」
  - 会場・北海道・札幌COLONY (ゲスト・アーティストとして）
- 2011/02/14 「251presents～girls from nanairo-life」
  - 会場・下北沢・CLUB251
- 2011/01/18 「MILKYWAY Presents KISS! HUG!! LOVE!!! Vol.3」
  - 会場・渋谷・milkyway

### 2010年
- 2010/12/15 「251presents～下北沢MODERN CULTURE BOOGIES」
  - 会場・下北沢・CLUB251
- 2010/11/18 「CLUB251 17th ANNIVERSARY」
  - 会場・下北沢・CLUB251
- 2010/10/21 「251presents～下北沢MODERN CULTURE BOOGIES」
  - 会場・下北沢・CLUB251
- 2010/09/16 「ASTRO HALL presents "new greeting"」
  - 会場・原宿アストロホール
- 2010/08/22 「全力投球!! 2010 夏」
  - 会場・Shibuya O-nest
- 2010/08/03 「青山・月見ル君想フ Live」
  - 会場・月見ル君想フ
- 2010/07/08 「下北沢・CLUB251 LIVE」
  - 会場・下北沢・CLUB251
- 2010/05/10 「Astro Hall 10th Anniversary The song to you」
  - 会場・原宿アストロホール
- 2010/04/28 「ASTRO HALL presents "new greeting"」
  - 会場・原宿アストロホール
- 2010/03/03 「青山・月見ル君想フ Live」
  - 会場・月見ル君想フ
- 2010/02/27 「フジテレビ球体「はちたまステージ」Live」
  - 会場・フジテレビ球体「はちたまステージ」
- 2010/02/18 「原宿CROCODAILE Live」:原宿CROCODAILE
- 2010/01/13 「Astro Hall Presents “drop in“」
  - 会場・原宿アストロホール

### 2009年
- 2009/12/27 「全力投球!!’09 冬」
  - 会場・Shibuya O-nest
- 2009/11/24 「青山・月見ル君想フ Live」:月見ル君想フ
- 2009/10/26 「原宿CROCODAILE Live」
  - 会場・原宿CROCODAILE
- 2009/10/03 「お台場ハッピーライフライブ」
  - 会場・フジテレビ球体「はちたまステージ」
- 2009/09/04 「イマ☆スタ」
  - 会場・ニッポン放送 B2F イマジン・スタジオ
- 2009/08/23 「HACHITAMA Music Night Grand prix」
  - 会場・お台場合衆国オダイバ州HAPPYスタジアム
- 2009/08/19 「原宿CROCODAILE Live」
  - 会場・原宿CROCODAILE
- 2009/08/14 「GO! SHIODOME ジャンボリーワッショイ！2009 at 汐留・日本テレビ」
  - 会場・汐留・日本テレビ日テレプラザ
- 2009/08/12 「南青山MANDARA Live」
  - 会場・南青山MANDARA

## その他
- インタビュー[2]
  - W100 ギタリスト（2011/01/31 発売） 発売元：シンコーミュージック・エンタテイメント
  - 音楽と人（2010/10/5 発売号）
  - マーキー（2010/10/13 発売号）
  - KERA（2010/09/16 発売号）
  - 月刊ソングス（2010/09/15 発売号）
- コラム・レビュー[2]
  - ベースマガジン（2010/10/119 発売号）
  - Gekkayo（2010/09/24 発売号）
  - GiGS（2010/09/27 発売号）
  - GO!GO!ギター（2010/09/27 発売号）
  - B-PASS（2010/09/27 発売号）
  - ARENA37℃（2010/09/10 発売号）
- WEBニュース[2]
  - SAPPORO MUSIC NAKED（2010/09/23 配信)[3]
  - CDジャーナル（2010/09/20 配信）[4]